# محمد برادة (أميرال)
الأميرال محمد برادة كوزي هو من ضابط في القوات البحرية الملكية المغربية، عين مفتشا عاما في شهر يوليوز سنة 2005 وتم إقالته في 21 يناير 2009 من منصبه وخلفه الجنرال محمد لمغاري.

## سيرته
ومن بين المهام التي كلف بها محمد برادة تحديث وحدات البحرية الملكية والانفتاح على التجارب الإسبانية والفرنسية والبريطانية الهولندية، وبالفعل نجح في تحديث أسطول السلاح البحري المغربي من خلال اقتناء مجموعة من الفرقاطات والسفن الحربية عملاقة من فرنسا وإسبانيا، وله وزن ثقيل في القيادة العليا للقوات المسلحة من خلال دوره في حماية سواحل الصحراء ومكافحة عمليات التهريب التسلل إلى المياه الإقليمية المغربية، إذ أضحى للضباط التابعين له دور كبير في المنطقة العسكرية الجنوبية، وسبق لهم المشاركة في عدة مناورات مشتركة مع البحرية الإسبانية والأمريكية في طانطان وموريتانيا.
1. ↑  Limited، Elaph Publishing (19 يناير 2009). "المغرب: اتهام 28 من القوات البحرية يودي برأس الأميرال برادة". Elaph - إيلاف. اطلع عليه بتاريخ 2024-05-24.
2. ↑  "المغرب:". archive.aawsat.com. اطلع عليه بتاريخ 2024-05-24.
3. ↑  Limited، Elaph Publishing (21 يناير 2009). "العاهل المغربي محمد السادس يحرج الجزائريين". Elaph - إيلاف. اطلع عليه بتاريخ 2024-05-24.